# 十二社 (企業)
株式会社十二社（じゅうにそう）は、東京都新宿区西新宿に本社を置く広告代理店。1959年（昭和34年）創業。

## 事業内容
最新のマッピングシステム・J-MASTARを利用したマーケティングに基づくセールスプロモーション業務。
折込広告を中心として、全国展開型から地域密着型までの広告・宣伝物の企画・制作・マーケティング業務を行う。
広告・媒体・マーケティング＆リサーチを販促活動の基本3分野と捉え、3つを連携させた販促活動を行っている。
梱包、発送業務も自社にて行っている。

## 沿革
- 1959年11月：創業
- 1963年
  - 8月：新宿十二社に於いて、資本金300万円を以って株式会社十二社折込広告社を設立。
  - 9月：東京都新聞販売同業組合、日本新聞販売協会特別会員となる。日本ABC協会、東京都折込広告事業協同組合、東京都折込広告組合に加入。
- 1978年11月：コンピューターを導入。
- 1979年9月：資本金を1,800万円に増資。
- 1983年12月：三鷹配送センターを設立。
- 1986年4月：朝日急送株式会社を設立。
- 1988年11月：社名を「株式会社十二社」に変更し、本社所在地を現在地に移転。横浜配送センターを設立。
- 1989年8月：京葉配送センターを設立。
- 1990年2月：新社屋着工。
- 1992年6月：新社屋落成。東部配送センター完成、京葉配送センターを東部配送センターに移転。
- 1996年5月：マッピングシステムを導入。6月、新東部センターを新設。
- 1998年12月：資本金を2,700万円に増資。横浜配送センター移転。
- 2005年
  - 8月：代表取締役社長に家光隆典就任。
  - 11月：マッピングシステムを全国版に拡大リニューアル。
  - 12月：広告本部にて「ISMS」、「BS7799」の認証を取得。
- 2007年2月：「ISO27001」を取得。認証の範囲を（株）十二社全社及び朝日急送株式会社東部センターに拡大。

## 主な媒体
新聞折込広告（全国・全新聞対応）、新聞広告・雑誌広告、交通広告・屋外広告、携帯・Web広告、ポスティング・ハンティング・サンプル配布、ダイレクトメール、各種フリーペーパー、書店プロモーション、求人広告（全国対応）、テレビ、ラジオ、その他SP広告全般

## 取扱制作物
チラシ、ポスター、カタログ、会社案内、営業パンフレット等の印刷物から各種SPツール、販促ツール、ホームページ制作など

## 系列会社
- 朝日急送株式会社
- 株式会社西新宿新聞サービスセンター（ASA西新宿）

## 社名
社名の由来は現在の西新宿二丁目、四丁目付近のかつての地名であった「十二社（じゅうにそう）」から。
現在、同地区で「十二社」の名を留めるのは、十二社通り、十二社池の上・十二社池の下（バス停）、十二社商店親睦会などごく少数であり、株式会社十二社の社名はかつての西新宿の面影を伝える貴重な資料でもある。